# UCI-Mountainbike-Weltcup 1996
Beim UCI-Mountainbike-Weltcup 1996 wurden durch die Union Cycliste Internationale Weltcup-Sieger im Cross-Country und im Downhill ermittelt.
Im Cross-Country XCO wurden zehn Rennen an unterschiedlichen Weltcup-Stationen ausgetragen, im Downhill insgesamt sechs Rennen. Dabei war erstmals Hawaii Austragungsort eines Doppelweltcups im XCO und Downhill.

## Cross-Country

### Frauen Elite
| Rnd | Datum        | Ort              | Erste            | Zweite               | Dritte              |
| --- | ------------ | ---------------- | ---------------- | -------------------- | ------------------- |
| 1   | 14. April    | Lissabon         | Alison Sydor     | Juliana Furtado      | Sara Ballantyne     |
| 2   | 21. April    | Houffalize       | Alison Sydor     | Juliana Furtado      | Gunn-Rita Dahle     |
| 3   | 28. April    | Sankt Wendel     | Alison Sydor     | Juliana Furtado      | Annabella Stropparo |
| 4   | 2. Juni      | Helen            | Juliana Furtado  | Eva Orvošová         | Caroline Alexander  |
| 5   | 9. Juni      | Bromont          | Alison Sydor     | Caroline Alexander   | Eva Orvošová        |
| 6   | 16. Juni     | Mont Sainte-Anne | Alison Sydor     | Eva Orvošová         | Tammy Jacques       |
| 7   | 22. Juni     | Mount Snow       | Alison Sydor     | Ruthie Matthes       | Sara Ballantyne     |
| 8   | 11. August   | Les Gets         | Daniela Gassmann | Annabella Stropparo  | Sandra Temporelli   |
| 9   | 18. August   | Kristiansand     | Gunn-Rita Dahle  | Paola Pezzo          | Chantal Daucourt    |
| 10  | 8. September | Hawaii           | Gunn-Rita Dahle  | Maria Paola Turcutto | Ruthie Matthes      |

Gesamtwertung
| Platz | Name               | Punkte |
| ----- | ------------------ | ------ |
| 1.    | Alison Sydor       | 227    |
| 2.    | Gunn-Rita Dahle    | 161    |
| 3.    | Juliana Furtado    | 134    |
| 4.    | Caroline Alexander | 130    |
| 5.    | Sara Ballantyne    | 125    |
| 6.    | Ruthie Matthes     | 110    |

### Männer Elite
| Rnd | Datum        | Ort              | Erster              | Zweiter             | Dritter                   |
| --- | ------------ | ---------------- | ------------------- | ------------------- | ------------------------- |
| 1   | 14. April    | Lissabon         | Thomas Frischknecht | David Baker         | Christophe Dupouey        |
| 2   | 21. April    | Houffalize       | Christophe Dupouey  | Jan Østergaard      | Lennie Kristensen         |
| 3   | 28. April    | Sankt Wendel     | Thomas Frischknecht | Dario Cioni         | Miguel Martinez           |
| 4   | 2. Juni      | Helen            | Miguel Martinez     | Thomas Frischknecht | Jean-Christophe Savignoni |
| 5   | 9. Juni      | Bromont          | Miguel Martinez     | Christophe Dupouey  | Thomas Frischknecht       |
| 6   | 16. Juni     | Mont Sainte-Anne | Christophe Dupouey  | Miguel Martinez     | Jean-Christophe Savignoni |
| 7   | 22. Juni     | Mount Snow       | Rune Høydahl        | Lennie Kristensen   | Hubert Pallhuber          |
| 8   | 11. August   | Les Gets         | Bart Brentjens      | Hubert Pallhuber    | Jérôme Chiotti            |
| 9   | 18. August   | Kristiansand     | Miguel Martinez     | Christophe Dupouey  | Bart Brentjens            |
| 10  | 8. September | Hawaii           | Thomas Frischknecht | Christophe Dupouey  | Alessandro Fontana        |

Gesamtwertung
| Platz | Name                | Punkte |
| ----- | ------------------- | ------ |
| 1.    | Christophe Dupouey  | 373    |
| 2.    | Thomas Frischknecht | 357    |
| 3.    | Miguel Martinez     | 321    |
| 4.    | Hubert Pallhuber    | 302    |
| 5.    | Alessandro Fontana  | 291    |
| 6.    | Lennie Kristensen   | 288    |

## Downhill

### Frauen Elite
| Rnd | Datum        | Ort              | Erste                  | Zweite                 | Dritte          |
| --- | ------------ | ---------------- | ---------------------- | ---------------------- | --------------- |
| 1   | 12. Mai      | Panticosa        | Anne-Caroline Chausson | Missy Giove            | Nolvenn Le Caër |
| 2   | 19. Mai      | Nevegal          | Anne-Caroline Chausson | Missy Giove            | Rita Bürgi      |
| 3   | 15. Juni     | Mont Sainte-Anne | Leigh Donovan          | Anne-Caroline Chausson | Nolvenn Le Caër |
| 4   | 10. August   | Les Gets         | Anne-Caroline Chausson | Mercedes González      | Kim Sonier      |
| 5   | 19. August   | Kaprun           | Missy Giove            | Kim Sonier             | Elke Brutsaert  |
| 6   | 7. September | Hawaii           | Missy Giove            | Leigh Donovan          | Elke Brutsaert  |

Gesamtwertung
| Platz | Name                   | Punkte |
| ----- | ---------------------- | ------ |
| 1.    | Missy Giove            | 127    |
| 2.    | Anne-Caroline Chausson | 125    |
| 3.    | Leigh Donovan          | 100    |
| 4.    | Mercedes González      | 86     |
| 5.    | Nolvenn Le Caër        | 80     |
| 6.    | Kim Sonier             | 78     |

### Männer Elite
| Rnd | Datum        | Ort              | Erster           | Zweiter          | Dritter          |
| --- | ------------ | ---------------- | ---------------- | ---------------- | ---------------- |
| 1   | 12. Mai      | Panticosa        | Tomas Misser     | Steve Peat       | Nicolas Vouilloz |
| 2   | 19. Mai      | Nevegal          | Marcus Klausmann | Mike King        | Nicolas Vouilloz |
| 3   | 15. Juni     | Mont Sainte-Anne | Tomas Misser     | Mike King        | Nicolas Vouilloz |
| 4   | 10. August   | Les Gets         | Nicolas Vouilloz | Shaun Palmer     | Marcus Klausmann |
| 5   | 19. August   | Kaprun           | Robert Warner    | Nicolas Vouilloz | Alexandre Balaud |
| 6   | 7. September | Hawaii           | John Tomac       | Todd Snider      | Myles Rockwell   |

Gesamtwertung
| Platz | Name             | Punkte |
| ----- | ---------------- | ------ |
| 1.    | Nicolas Vouilloz | 201    |
| 2.    | Marcus Klausmann | 184    |
| 3.    | Tomas Misser     | 169    |
| 4.    | Mike King        | 166    |
| 5.    | Shaun Palmer     | 152    |
| 6.    | Steve Peat       | 150    |